# امیلیا مک‌کارتی
امیلیا مک‌کارتی (انگلیسی: Emilia McCarthy؛ زادهٔ ۲۸ اوت ۱۹۹۷) بازیگر کانادایی است. او در نقش ابی آکرمن در حداکثر و خرد کردن که اولین نقش اصلی او در یک سریال تلویزیونی بود، بازی می‌کند. این توسط وای‌تی‌وی تولید می‌شود و همچنین در نیکلودئون پخش می‌شود. او در سریال تلویزیونی نتفلیکس باغ شوکران نقش یکی از دختران دوقلوی کلانتر سورن، آلیسا سورن را بازی کرد. مک‌کارتی همچنین در فیلم اصلی کانال دیزنی زاپ شده نقش تیلور دین را بازی کرد. در سال ۲۰۱۸، او نقش لیسی را در یکی از محصولات شبکه دیزنی با نام زامبی‌ها به تصویر کشید و دوباره این نقش را در زامبی‌ها ۲ و زامبی‌ها ۳ ایفا کرد.
در ژوئیه ۲۰۱۳، او کار بر روی فیلم نقشه‌های ستاره‌های سینما را با بازی کایلا آغاز کرد. این فیلم در ۱۴ آوریل ۲۰۱۴ در جشنواره‌های مختلف به نمایش درآمد و بازخوردهای مثبتی را به دنبال داشت.